# Boiga irregularis
La culebra arbórea café o serpiente arbórea marrón (Boiga irregularis) es una especie de reptil escamoso de la familia Colubridae nativa del este y la costa norte de Australia, Papúa Nueva Guinea, y un gran número de islas en el noroeste de Melanesia.
Esta serpiente es conocida por ser una especie invasora responsable de devastar la mayoría de la población de aves nativas de Guam.

## Alimentación
Se alimenta de pájaros, lagartos, murciélagos y roedores pequeños en su área de distribución. Se alimenta de aves y musarañas en Guam.
Debido a la disponibilidad de presas y la falta de depredadores en los hábitats en los cuales fue introducida, tales como Guam, lograron crecer a tamaños más grandes que la longitud normal de 1 a 2 metros (3,3 a 6,6 pies). La mayor longitud registrada para esta especie fue en Guam y es de 3 metros (9,8 pies).

## Especie invasora

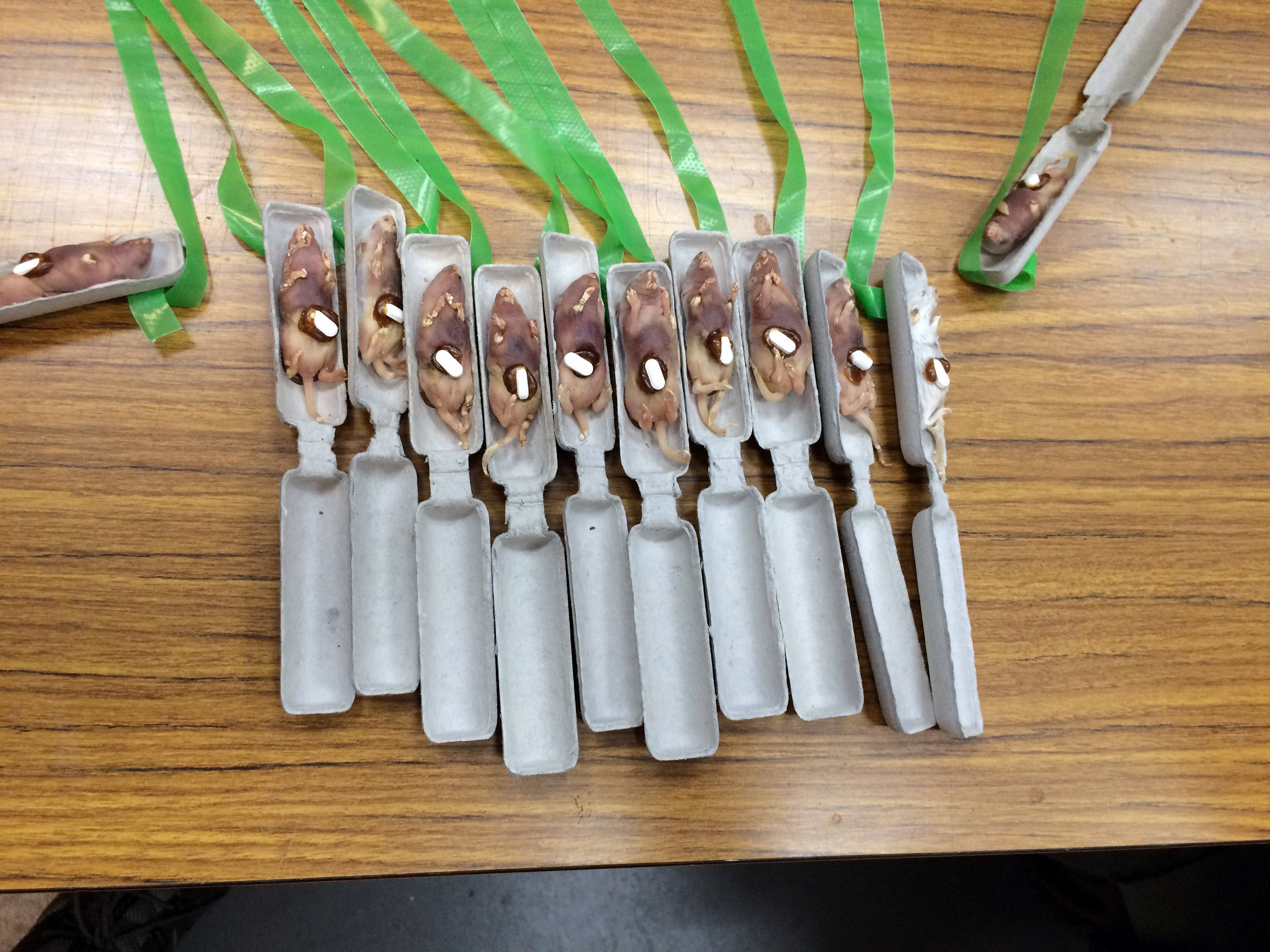
Cartuchos de cebo aéreo que consisten en ratones muertos con tabletas de paracetamol de 80 mg para erradicar esta especie invasora.

Poco después de la Segunda Guerra Mundial, y antes de 1952, fue accidentalmente introducida en Guam, probablemente transportada como polizón en un barco de carga. Como resultado de la abundancia de presas en Guam y la ausencia de depredadores naturales, fuera de los jabalíes y los monitores de los manglares, la población alcanzó cifras sin precedentes. Esto causó la extinción local de la mayor parte de las especies nativas de vertebrados del bosque. También causó miles de cortes de energía eléctrica que afectaron a usuarios comerciales y privados, así como las actividades militares en la isla, la pérdida generalizada de las aves de corral y animales domésticos. Numerosos avistamientos de esta especie han sido reportados en otras islas como la isla de Wake, Tinian, Rota, Okinawa, Diego García, Hawái, e incluso en Texas, en los Estados Unidos continentales. Una población incipiente se estableció probablemente en Saipán. El paracetamol se ha utilizado para ayudar a erradicar esta serpiente en Guam.